# Georgi Sjonin
Georgi Stepanovitsj Sjonin (Russisch: Гео́ргій Степа́нович Шо́нін) (Rovenky, 3 augustus 1935 – Zvjozdny gorodok, 7 april 1997) was een Russisch ruimtevaarder. Sjonin’s eerste en enige ruimtevlucht was Sojoez 6 en begon op 11 oktober 1969. Doel van deze vlucht was een koppeling tussen Sojoez 7 en Sojoez 8 in beeld brengen.
Sjonin werd in 1960 geselecteerd als astronaut en in 1979 ging hij als astronaut om medische redenen met pensioen. Hij ontving meerdere onderscheidingen en titels, waaronder Held van de Sovjet-Unie en de Leninorde.